# Landesliga Nordbaden 1945/46
Die Landesliga Nordbaden 1945/46 war die erste Spielzeit der höchsten Amateurklasse im Fußball in Nordbaden nach dem Zweiten Weltkrieg. Sie war eine Ebene unterhalb der Oberliga Süd angesiedelt. Meister wurde der VfL Neckarau, der dadurch direkt in die Oberliga aufstieg. Kein Verein stieg ab, da die Liga in der folgenden Saison auf zwei Staffeln erweitert wurde.

## Abschlusstabelle
| Pl. | Verein                 | Sp. | Tore  | Punkte |
| --- | ---------------------- | --- | ----- | ------ |
| 01. | VfL Neckarau           | 17  | 61:12 | 30:40  |
| 02. | VfB 05 Knielingen      | 18  | 46:24 | 25:11  |
| 03. | VfB Mühlburg           | 18  | 37:31 | 22:14  |
| 04. | VfR Pforzheim          | 18  | 51:43 | 18:18  |
| 05. | ASV Feudenheim         | 18  | 41:50 | 17:19  |
| 06. | SpVgg Sandhofen        | 17  | 37:39 | 16:18  |
| 07. | TSV Amicitia Viernheim | 18  | 37:37 | 16:20  |
| 08. | FV Daxlanden           | 18  | 34:46 | 15:21  |
| 09. | Phönix Mannheim        | 18  | 27:58 | 10:26  |
| 10. | 1. FC Pforzheim        | 18  | 35:66 | 09:27  |